# Китадэ, Нана
Нана Китадэ (яп. 北出菜奈 Китадэ Нана, род. 2 мая 1987 года в городе Саппоро, Япония) — японская певица, поэтесса, модель, DJ и модельер.

## Биография
Нана с детства мечтала стать принцессой, но всегда любила петь, что и привело её в музыкальную карьеру. Она начала обучаться игре на пианино в 3 года, а писать собственные тексты песен в 12 лет. В младших классах средней школы она стала фанаткой Ринго Сиины, под влиянием музыки которой в 14 лет Нана начала самостоятельно обучаться игре на гитаре.

### Начало соло-карьеры
2003 год
В марте 2003 года её заметил Сусуму Нисикава, тоже поклонник Ринго Сиины. Нана прошла прослушивание и заключила контракт с SME Records Inc, её выбрали из 37000 участников. 29 октября она дебютировала с песней «Kesenai Tsumi» (яп. 消せない罪, «Нестираемый грех»), композитором которой стал Нисикава. Эта же песня стала закрывающей темой к популярному аниме сериалу «Стальной алхимик».
2004 год
4 февраля выходит её 2-й сингл «Utareru Ame» (яп. 撃たれる雨) (закрывающая тема в японской телевизионной музыкальной программе JAPAN COUNTDOWN). В том же месяце первый раз Нану транслирует японская радиопрограмма «All Night Nippon R». В июле стартует радиопрограмма «Kitade Nana no ima, doko?»  (яп. 北出菜奈の今、何処?, «Китадэ Нана сейчас, где?»).
2005 год
1 июня вышел сингл «KISS or KISS» (закрывающая тема в дораме «Anego»). В августе выступила на фестивале комиксов в Гонконге. 24 августа вышел её первый альбом «18 -eighteen-». 7 сентября прошёл её первый сольный концерт в Токио в концертном зале «SHIBUYA-AX». 7 декабря вышел DVD-фильм «NANA KITADE −18MOVIES», куда вошли видео живых выступлений и клипы. В этом же месяце её публикует журнал «CUTiE».
2006 год
Нана начинает сниматься для журнала «KERA». В августе приняла участие в аниме конвенции «OTAKON2006», проводившейся в Америке. После этого сделала тур по Америке. 6 декабря выходит её 2-й альбом «I scream».
2007 год
В июле выступила на конкурсе «Japan Expo», который проходил в Париже. 5 сентября вышел сингл «Antoinette Blue» (яп. アントワネットブルー) (4-я закрывающая тема в ТВ аниме «D. Gray-man»). 14 ноября выпустила свой первый сборник лучших песен «Berry Berry Singles». Музыкальным продюсером новой песни из трёх песен, которые были записаны в этом альбоме, был Мартин Фридман из MEGADETH.
2008 год
5 марта вышел сингл «SUICIDES LOVE STORY» (закрывающая тема в ТВ аниме «Persona: Trinity Soul»). В июле выступила на «AnimagiC» в Германии.
2009 год
4 февраля вышел сингл «Tsukihana» (яп. 月華-tsukihana-) (открывающая тема ТВ аниме «Адская девочка: трое» (яп. 地獄少女 三鼎)). 11 марта выпустила 3-й альбом «Bondage». В июне она объявила о перерыве карьеры соло-исполнителя.

### группа Loveless
В сентябре 2009 года вместе с гитаристом Taizo из группы «FEEL» создают группу «Loveless». Их целью было создать новый музыкальный жанр. Как носители японской популярной KAWAII культуры «gothic & Lolita», их хаотический и мощный стиль исполнения смешивается с незрелым отношением и философским контекстом. В их контексте, «Loveless» означает «конец мира» и «ноль». 7 октября 2009 проходит их первый концерт в Сибуя.
2010 год
Loveless давали концерты в доме живой музыки «CHELSEA HOTEL» в Сибуя (14 апреля и 12 июня). Выступили 1 мая и 26 августа в доме живой музыки «eggman» в Сибуя.
2011 год
Группа «Loveless» в апреле отправляется в европейский тур — Великобритания, Франция, Германия, Испания, Нидерланды, Польша, Австрия, Венгрия, Хорватия, Марокко, в общей сложности 16 спектаклей. 10 июня выходит мини-альбом «Ai to Hate» (яп. 愛とHate, Любовь и Ненависть). Выступали в Сибуя на рождественской вечеринке в @TRUMP HOUSE 21 декабря.
2012 год
В августе вместе с Нобара Такэмото (Novala Takemoto) создают дуэт «NANANOVA» (яп. ななのば), где Нана — DJ и вокалистка, а Нобара — гитарист и вокалист. 5 августа они загрузили свои репетиционные аудио и фотографии на USTREAM. 10 августа их первое живое выступление проходит в «Zher the ZOO YOYOGI».

24 декабря сформировалась группа «THE TEENAGE KISSERS» (вокал — Нана Китадэ).

28 декабря Loveless сообщили о роспуске.

### группа THE TEENAGE KISSERS
С 2012 года состояла в группе «The Teenage Kissers».
2013 год
20 февраля дебютировали с песней «Ghost Bitch».
19 сентября вышел клип на песню «Black Skinny Bird» на MTV Japan.
2014 год
6 июня вышел сингл «I Love You And Kiss Me», он стал закрывающей темой в телепрограмме «Ranku ōkoku» (яп. ランク王国) на канале TBS.
2016 год
9 апреля дала концерт на главной сцене «Salón del Manga de Alicante» в Испании.

### Возобновление соло-карьеры
В апреле, так как деятельность группы приостановилась, Нана объявила что возобновит свою сольную карьеру осенью. 19 сентября она выступила в клубе Сибуя «clubasia» на мероприятии «Bad Grrrls' Night Out #1» инициатором которого была сама. И там ещё раз оповестила о возобновлении соло-карьеры.

## Дискография

### Песни
- Kesenai Tsumi (2003)
- Utareru Ame (2004)
- Hold Heart (2004)
- Pureness / Nanairo (2004)
- Kiss or Kiss (2005)
- Kanashimi no Kizu (2005)
- Kibou no Kakera (2006)
- Antoinette Blue (2007)
- Suicide’s Love Story (2008)
- Siren (2008)
- Punk&Baby’s (2008)
- Tsukihana (2009)

### Студийные альбомы
- 18: Eighteen (2005)
- I Scream (2006)
- Bondage (2009)
- Violet Blaze (2017)